# ازیران
ازیران، روستایی از توابع بخش مرکزی شهرستان اصفهان در استان اصفهان ایران است. در این روستا مسجد ازیران وجود دارد که از آثار دوره ایلخانی است.

## جمعیت
این روستا در دهستان براآن جنوبی قرار دارد و براساس سرشماری مرکز آمار ایران در سال ۱۳۸۵، جمعیت آن ۱٬۱۷۰ نفر (۲۷۹خانوار) بوده است.